# Cadel Evans Great Ocean Road Race 2019
La Cadel Evans Great Ocean Road Race 2019, quinta edizione della corsa, valevole come seconda prova dell'UCI World Tour 2019 categoria 1.UWT, si svolse il 27 gennaio 2019 su un percorso di 164 km, con partenza e arrivo a Geelong, in Australia. La vittoria fu appannaggio dell'italiano Elia Viviani, che completò il percorso in 3h54'35", alla media di 41,95 km/h, precedendo l'australiano Caleb Ewan e il sudafricano Daryl Impey.
Sul traguardo di Geelong 99 ciclisti, sui 110 partiti dalla medesima località, portarono a termine la competizione.

## Squadre e corridori partecipanti
| N.    | Cod. | Squadra               |
| ----- | ---- | --------------------- |
| 1-7   | BOH  | Bora-Hansgrohe        |
| 11-17 | DQT  | Deceuninck-Quick-Step |
| 21-27 | SKY  | Team Sky              |
| 31-37 | CPT  | CCC Team              |
| 41-47 | MTS  | Mitchelton-Scott      |
| 51-57 | AST  | Astana Pro Team       |
| 61-67 | SUN  | Team Sunweb           |
| 71-77 | TJV  | Team Jumbo-Visma      |

| N.      | Cod. | Squadra                 |
| ------- | ---- | ----------------------- |
| 81-87   | ALM  | AG2R La Mondiale        |
| 91-97   | UAD  | UAE Team Emirates       |
| 101-107 | TFS  | Trek-Segafredo          |
| 111-117 | LTS  | Lotto Soudal            |
| 121-127 | EF1  | EF Education First      |
| 131-137 | TKA  | Team Katusha Alpecin    |
| 141-147 | TDD  | Team Dimension Data     |
| 151-157 | AUS  | KordaMentha Real Estate |

## Ordine d'arrivo (Top 10)
| Pos. | Corridore         | Squadra    | Tempo    |
| ---- | ----------------- | ---------- | -------- |
| 1    | Elia Viviani      | Deceuninck | 3h54'35" |
| 2    | Caleb Ewan        | Lotto      | s.t.     |
| 3    | Daryl Impey       | Mitchelton | s.t.     |
| 4    | Ryan Gibbons      | Dimension  | s.t.     |
| 5    | Jens Debusschere  | Katusha    | s.t.     |
| 6    | Luke Rowe         | Sky        | s.t.     |
| 7    | Michael Mørkøv    | Deceuninck | s.t.     |
| 8    | Jay McCarthy      | Bora       | s.t.     |
| 9    | Owain Doull       | Sky        | s.t.     |
| 10   | Luis León Sánchez | Astana     | s.t.     |